# Römisches Marschlager bei Hachelbich
Das Römische Marschlager bei Hachelbich stammt aus der Zeit zwischen dem 1. und 3. Jahrhundert nach Christus und liegt im heutigen Thüringen. Es ist das erste gefundene römische Militärlager in Mitteldeutschland. Der Fund wurde der Öffentlichkeit im Mai 2014 durch das Thüringische Landesamt für Denkmalpflege und Archäologie mitgeteilt.

## Beschreibung
Das Marschlager befand sich auf dem Gebiet des heutigen Ortsteils Hachelbich der Gemeinde Kyffhäuserland im Kyffhäuserkreis. Im engeren Bereich ist dies das Tal der Wipper nördlich des Höhenzuges Hainleite und südlich des Höhenzuges Windleite. Das Flusstal bildet einen in Ost-West-Richtung verlaufenden Korridor, der das Thüringer Becken und das Saale-Gebiet mit dem Obereichsfeld sowie dem Werra- und Wesertal verbindet.
Die Entdeckung des Marschlagers erfolgte etwa in den Jahren 2009 oder 2010 bei
bodendenkmalpflegerischen Routinemaßnahmen vor dem Bau einer neuen Trasse für die Landesstraße 2290 von Hachelbich nach Göllingen. Dabei fiel ein für römische Marschlager typischer und noch bis zu einen Meter tiefer Spitzgraben auf. Ausgrabungen erfolgten bisher in den Jahren 2010, 2014 und 2016. Seit der Entdeckung wurden in dem weitläufigen und landwirtschaftlich genutzten Gelände eine Reihe von Prospektionsmaßnahmen durch Befliegungen, (Detektor-) Begehungen sowie geophysikalische Methoden durchgeführt. Die reine Oberflächenprospektion, insbesondere zum Verlauf des Spitzgrabens, erwies sich als nicht ausreichend, da das Gelände teils durch Kolluvium überlagert worden ist.
Die Anlage verfügte als äußere Absicherung über einen langen Spitzgraben mit einer Eingangskonstruktion (Titulum). Der Graben konnte bisher in zwei, im rechten Winkel verlaufenden Richtungen auf rund 400 Meter Länge verfolgt werden. An der Fundsituation ließ sich erkennen, dass der Graben mit dem Aushub teilweise wieder verfüllt worden ist. Anhand der Vorgehensweise bei anderen untersuchten Marschlagern lässt das den Schluss zu, dass die römischen Truppen nach der (erstmaligen?) Aufgabe des Lagers die Verfüllung vorgenommen haben. Mittels der Radiokarbonmethode datierte Holzreste aus der unteren Verfüllungsschicht wurden dabei auf den Zeitraum von 50 v. Chr. bis 125 n. Chr. datiert, ein Kalbsschädel aus der oberen Verfüllung auf das 5. Jahrhundert. 
Vorbehaltlich der bisher erkannten Grabenanlage beträgt die gesamte Fläche möglicherweise 18 Hektar. Sie könnte aber auch über 40 Hektar betragen, wenn das gesamte in einer Spornlage befindliche Gelände von den Erbauern einbezogen worden ist. 2016 gaben die Archäologen bekannt, dass sie die Größe auf mindestens 23 Hektar und vermutlich auf 40 Hektar schätzen. Innerhalb des Lagers wurden acht Backöfen mit Arbeitsgruben freigelegt. Zu den Funden zählen Gegenstände aus Buntmetall wie der Beschlag einer Reiterausrüstung und Kastenbeschläge für den Transport und fünf eiserne Sandalennägel von Caligae sowie der untere Teil einer Dolchscheide. Die Funde u. a. Schuhnägel, die alle der Form ohne Noppen und Stege angehören, ein Dolchortband, ein Riemenbeschlag (Oldenstein 718) und eine Anzahl weiterer Kleinfunde lassen kaum Zweifel an der Zugehörigkeit zum römischen Militär aufkommen. Funde germanischer Fibeln datieren in die Mitte des 1. und in das 3. oder beginnende 4. Jahrhundert.

## Interpretation

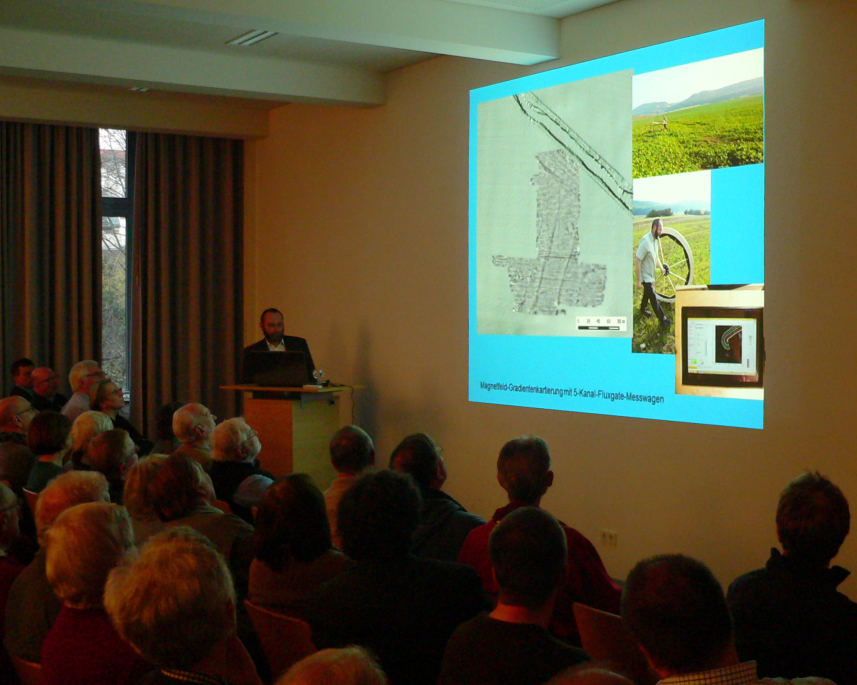
Vortrag des Thüringischen Landesamtes für Denkmalpflege und Archäologie zum Marschlager

Die relative Fundarmut erklären sich die Archäologen damit, dass derartige Marschlager oft nur wenige Tage bestanden, die Bodenbedingungen für die Metallerhaltung teils ungünstig sind und dass die ansässige Bevölkerung aufgegebene Marschlager intensiv nach Metallteilen abgesucht haben dürfte. Seine Größe schätzen die Archäologen auf eine römische Legion mit rund 5000 Legionären und mit Hilfstruppen auf insgesamt etwa 8000 bis 9000 Mann. Im weiteren Umkreis von Hachelbich werden weitere Marschlager vermutet, da römische Truppen mit ihrem Tross nur ca. 30 Kilometer am Tag marschierten.
Die chronologische Einordnung der Funde ist derzeit noch unklar. Das Lager wird entweder auf die Zeit der Chattenkriege Domitians in die zweite Hälfte des 1. Jahrhunderts n. Chr. oder in die Zeit späterer römischer Unternehmungen in der ersten Hälfte des 3. Jahrhunderts n. Chr. unter Maximinus Thrax (siehe Harzhornereignis) datiert. Der genaue Zeitpunkt der Errichtung des Lagers ist bis auf weiteres nicht bekannt, und es kann daher keinem der aus antiken Überlieferungen bekannten Feldzüge sicher zugeordnet werden. Gut denkbar ist auch eine mehrmalige Nutzung des Lagers im Abstand mehrerer Jahrzehnte. Über den Grund des Aufenthalts römischer Truppen innerhalb der Germania magna mutmaßt der Archäologe Michael Meyer, dass es sich um eine Strafaktion gegen Germanen gehandelt haben dürfte.